# Wybrand Hendriks
Wybrand Hendriks (Amsterdam, 1744 – Haarlem, 1831) è stato un pittore olandese.

## Biografia
Allievo dell’accademia di disegno di Amsterdam, si recò in Inghilterra. Tornò poi nei Paesi Bassi e nel 1776 era iscritto alla gilda di Haarlem; dal 1786 al 1819 fu conservatore del Museo Teyler della stessa città. Dipinse paesaggi, interni di chiesa, come
Interno della nuova chiesa di Haarlem del 1816, ora al Museo Frans Hals di Haarlem. Inoltre dipinse scene di genere, spesso notevoli per la tecnica accuratissima e smaltata e l’impaginazione molto serrata (Donna che legge; Donna che cuce, Amsterdam, Rijksmuseum), nature morte (Frutta e fior, Londra, National Gallery), ma anche lavori derivanti da Jan van Huysum e ritratti (Notaio Köhne, 1787, Amsterdam, Rijksmuseum; Autoritratto, 1807, Haarlem, Museo Frans Hals) che riprendono lo stile dei maestri del secolo d’oro.